# Балтаєв Карім
Карім Балтаєв (Балтабаєв) (1901, місто Хіва, тепер Хорезмської області, Узбекистан — розстріляний 4 жовтня 1938, місто Ташкент, тепер Узбекистан) — радянський узбецький партійний і комсомольський діяч, народний комісар землеробства Узбецької РСР, в.о. 1-го секретаря Кара-Калпацького обласного комітету КП(б) Узбекистану.

## Життєпис
Народився в родині ткача-мотальника. У 1915 році закінчив чотири класи старометодної школи в місті Хіві.
З 1915 по липень 1920 року працював кустарем-ткачем у господарстві батька. У 1920 році вступив до комсомолу.
У липні 1920 — серпні 1921 року — районний організатор та інструктор ЦК Комуністичної спілки молоді (КСМ) Хівінської народної радянської республіки.
З серпня 1921 по березень 1922 року — курсант радпартшколи в місті Хіві.
Член РКП(б) з жовтня 1921 року.
У березні 1922 — лютому 1923 року — секретар районного комітету КСМ міста Хіви.
У лютому 1923 — грудні 1924 року — відповідальний секретар ЦК Хівинської Комуністичної спілки молоді (КСМ).
У грудні 1924 — травні 1925 року — відповідальний секретар Хорезмського комітету Комуністичної спілки молоді (КСМ).
У травні 1925 — січні 1926 року — заступник голови Хорезмського революційного комітету.
У січні 1926 — серпні 1927 року — відповідальний секретар Хорезмського окружного комітету КП(б) Узбекистану в місті Хіві.
У серпні 1927 — листопаді 1928 року — студент Комуністичного університету трудящих сходу імені Сталіна в Москві, закінчив перший курс.
У листопаді 1928 — жовтні 1929 року — завідувач сільського відділу ЦК КП(б) Узбекистану в місті Самарканді.
У жовтні 1929 — серпні 1930 року — відповідальний секретар Ферганського окружного комітету КП(б) Узбекистану в місті Коканді.
У серпні 1930 — листопаді 1934 року — народний комісар землеробства Узбецької РСР.
З листопада 1934 по 1936 рік — слухач курсів марксизму-ленінізму при ЦК ВКП(б) у Москві.
У 1936 — липні 1937 року — 1-й секретар Андижанського міського комітету КП(б) Узбекистану.
У липні — 8 жовтня 1937 року — в.о. 1-го секретаря Кара-Калпацького обласного комітету КП(б) Узбекистану.
8 жовтня 1937 року заарештований органами УДБ НКВС Узбецької РСР у місті Москві. 4 жовтня 1938 року виїзною сесією Військової колегії Верховного суду СРСР у місті Ташкенті засуджений до страти, того ж дня розстріляний.
Посмертно реабілітований постановою Військової колегії Верховного суду СРСР 23 червня 1956 року.